# Patrick Fournial
Patrick Fournial né en 1959 à Rennes, est photographe et réalisateur de documentaire français.

## Biographie
Né à Rennes, il vit aujourd'hui en banlieue parisienne.

## Collections publiques et privées
- Bibliothèque nationale de France

## Prix, récompenses
- 2005 : Prix Arcimboldo pour sa série Parcelles[1].

## Publications
- Retour à Rennes, Patrick Fournial, Les Beaux Jours, Compagnie parisienne du Livre, Paris, 2008,